# Tấn An
Tấn An  (tiếng Trung: 晋安区, Hán Việt: Tấn An khu) là một quận thuộc thành phố Phúc Châu, tỉnh Phúc Kiến, Trung Quốc. Quận này có diện tích 551 km², dân số 789,775 người (2020), mã số bưu chính 350011, quận lỵ ở đường Phúc Tân. Quận Tấn An có 3 nhai đạo, 4 trấn và 2 hương.